# واکسن دیفتری
واکسن دیفتری (به انگلیسی: Diphtheria vaccine) برای پیشگیری از بروز بیماری دیفتری که عامل ابتلا به آن کورینه باکتریوم دیفتری است به کار می‌رود در نتیجه استفاده از این واکسن بیش از ۹۰ درصد کاهش موارد بروز بیماری در جهان ازسال ۱۹۸۰ تا ۲۰۰۰ است.
معمولاً ۳ دوز اولیه توصیه می‌شود که در ۹۵٪ موارد مؤثر است. دوز یادآور پس از ۱۰ سال لازم است. ایمنی سازی را می‌توان در ۶ هفتگی کودک آغاز کرد و هر۴ هفته بقیه دوزها را ادامه داد.
واکسن دیفتری بسیار بی خطر بوده و آثار جانبی آن بسیار نادر می‌باشد. گاهی درد در محل تزریق اجتناب ناپذیر است که ممکن است چند هفته ادامه یابد. مصرف این واکسن در حاملگی و ضعف ایمنی با نظر پزشک مجاز است.
گاهی لازم است واکسنها به صورت توأم مصرف شوند. مانند توأم دیفتری و کزاز (DT) یا توأم سه‌گانه واکسن دیفتری و سیاه سرفه و کزاز (DPT).
سازمان بهداشت جهانی (WHO) از سال ۱۹۷۴ پیشنهاد مصرف این واکسن را کرده. تا کنون حدود ۸۴٪ از جمعیت جهان واکسینه شده‌اند. این واکسن به صورت تزریق عضلانی داده می‌شود. واکسن قبل از مصرف می‌بایست در جای خنک نگهداری شود ولی منجمد نشود. واکسن دیفتری در سال ۱۹۲۳ به مرحله تولید و مصرف رسید.این واکسن تحت داروهای بسیار ضروری برای بهداشت در فهرست داروهای اساسی سازمان بهداشت جهانی ثبت شده است.